# Triphosa uniplaga
Triphosa uniplaga là một loài bướm đêm trong họ Geometridae.